# 基督教真谛

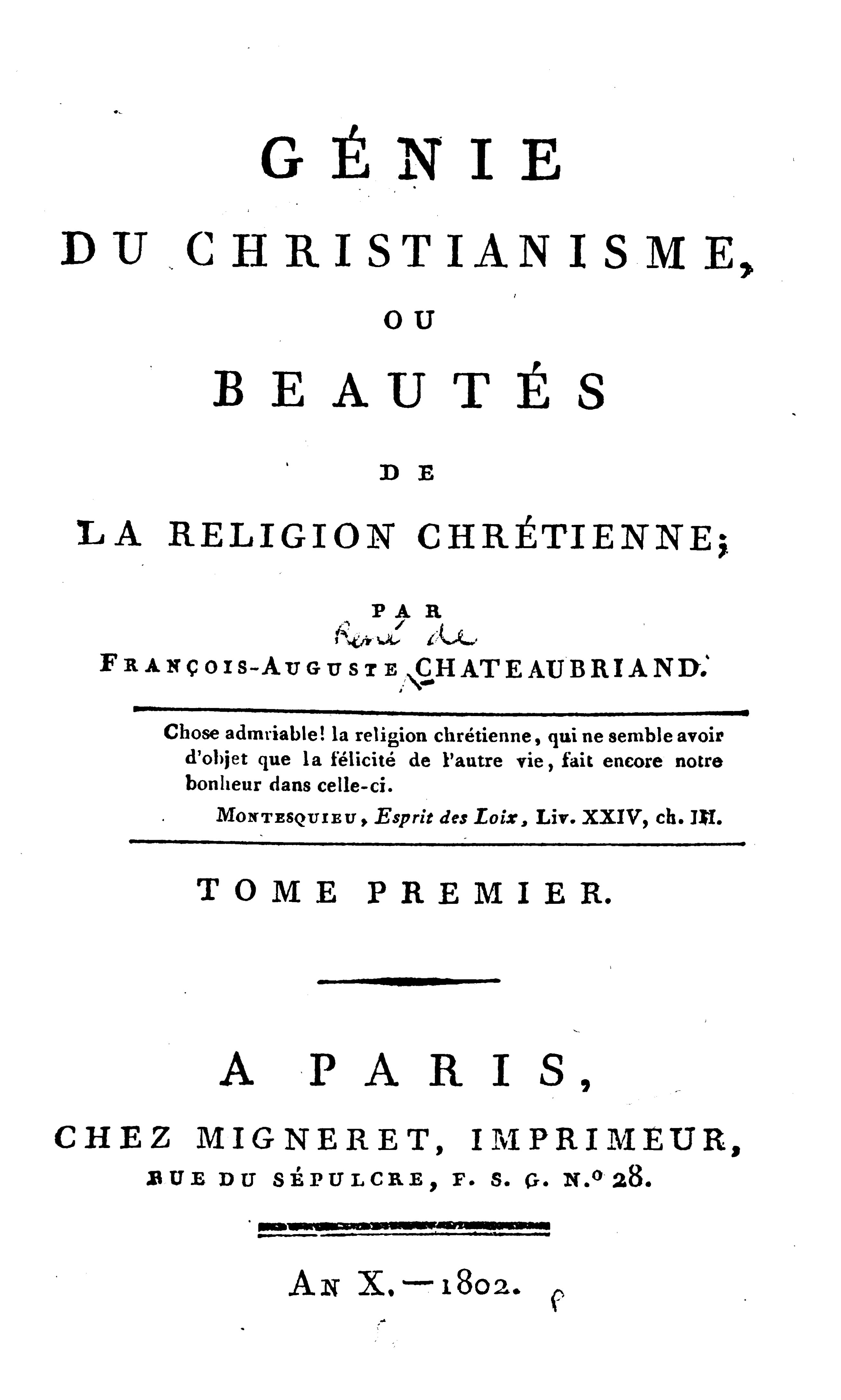
1802年版封面

《基督教真谛，或基督宗教的美》（法語：Le Génie du christianisme, ou Beautés de la religion chrétienne)，是法国作家弗朗索瓦-勒内·德·夏多布里昂的代表作。

## 寫作和出版
《基督教真谛》写于1790年代作者流亡英国期间，1802年首次在法国出版，当时拿破仑大赦革命期间流亡的保皇党人，于是夏多布里昂返回法国。拿破仑刚与教宗签署协议，最初利用夏多布里昂作为宣传，以赢得法国天主教徒的支持。几年后，夏多布里昂批评拿破仑，被送往外地国内流放。

## 內容
《基督教真谛》的主旨是捍卫天主教信仰，反对启蒙运动哲学家和法国大革命政治家对它的攻击。但它不是傳統的護教學著作，而是歌頌基督教的美學價值，以及它對歐洲文學藝術發展的貢獻，認為「只有基督教才能解釋藝術和文學的進步」。
《基督教真谛》的初版內容，除了論述，還收錄了夏多布里昂的兩篇中篇小說《阿达拉》与《勒内》。這是作者以美國印第安人為主題的長篇小說創作的一部份。直到1826年，兩篇小說才另外收錄進《纳切兹》。

## 影響
《基督教真谛》对19世纪的文化产生了巨大的影响，而不仅仅是对宗教生活的影响。事实上，可以说，它对艺术和文学的影响最大：它是浪漫主义运动的主要灵感来源。